# 마법소녀 따위 이제 됐으니까.
《마법소녀 따위 이제 됐으니까.》(魔法少女なんてもういいですから。 Mahou Shoujo Nante Mouiidesukara.[*])는 후타미 스이에 의한 일본의 웹 만화이다. 어스 스타 엔터테인먼트의 코믹 게재 사이트 "코믹 어스 스타"에서 2015년 3월 31일부터 2018년 6월 27일까지 월 2회, 목요일에 게재되었다.
2015년 10월에 TV 애니메이션화가 발표되었다.

## 스토리
하나미 유즈카는 어느 날, 쓰레기장에서 기묘한 작은 동물, 미통과 만난다. 미통에게서 받은 팔찌의 힘으로 마법소녀로 변신할 수 있게 된 유즈카였으나, 하필 그 모습은 수영복인 데다가 미통과 동거하게 되는데….

## 등장인물
하나미 유즈카(葉波ゆずか)
성우 - 후지타 아카네/안소이
이 작품의 주인공이자 중학교 2학년생. 마법 소녀 주인공에게서 주로 볼 수 있는 「밝은 성격이지만 공부나 운동은 잘 하지 못하는 소녀」와는 정반대로 「내성적이지만 공부나 운동을 잘하고, 요리도 능숙한 소녀」 타입이다. 유즈카의 부모님은 주로 집에 안 계신다.
미통으로부터 받은 팔찌를 이용하여 마법소녀로 변신하지만, 마력의 적성에 의해 투피스 수영복 모습으로 변신하게 되며, 사용할 수 있는 마법은 손으로부터 물을 생성시켜 자유롭게 조작할 수 있는 정도다. 수줍음이 있어 다른 사람 앞에서 수영복 차림으로 있는 것을 좋아하지 않는다.
미통(ミトン)
성우 - 와카이 유우키/이영란
유즈카가 쓰레기장에서 만난 작은 생물체로, 마법소녀인 유즈카의 파트너이다. (그러나 유즈카는 파트너가 아니라고 말한다.) 구형의 몸통으로부터 날개와 꼬리가 나 있으며, 상습적으로 유즈카를 성희롱한다. 마법소녀의 소질이 없는 보통의 인간에게는 보이지 않는다.
유즈카에게 수세미에 씻겨진 후로, 수세미에 대한 트라우마를 가지게 되었다.
사카가미 치야(坂上ちや)
성우 - 오오모리 니치카/홍범기
유즈카의 동급생 친구. 단발에 앞머리를 일자로 가지런히 자른 검은 머리가 특징인 우등생. 쿨한 성격으로, 마법소녀가 된 유즈카를 다소 혼란스러워 하면서도 잘 받아들인다. 미통의 모습을 볼 수 있기 때문에 마법소녀의 소질은 가지고 있지만, 미통이 관리할 수 있는 마법소녀는 단 한 명뿐이므로 마법소녀로 변신할 수는 없다.
유즈카의 아버지
성우 - 스와베 준이치
매일 아침 첫 전차를 타고 출근하고, 막차를 타고 귀가하는 워커홀릭 인물. 미통의 존재를 숨기고 있는 것은 좋지 않다고 생각한 딸 유즈카가 그의 앞에서 변신하지만 동시에 미통의 기억조작에 의해 의식을 잃게 되고, 다음 날 아침에는 전보다 훨씬 더 강한 기운을 차리게 된다.
미요코(みよこ)
성우 - 사이토 지와
유즈카의 어머니. 직업은 알 수 없지만 장기 출장이 많아 집에 계시지 않는 것으로 알려져 있다. 집으로 돌아오는 날에 우연히 유즈카의 변신 모습을 목격하게 된다.
시노기 마후유(篠木真冬)
성우 - 이토 미쿠
유즈카가 만난 첫 마법소녀. 포치의 파트너. 산타클로스 복장으로 변신한다.
고등학생으로 유즈카보다 연상이며, 마법소녀의 정년인 16세에 가까워지고 있다.
포치(ポチ)
성우 - 니시 아스카
마후유의 파트너. 펭귄의 모습을 하고 있으며 비행이 가능하다. 미통과 동일한 세계로부터 왔다. 미통과는 오래전부터 알고 있는 사이다.
본명은 포켄치스 딜 프라후소라후(ポケンチッス・ディール・プラフソラフ)이지만, 마후유로부터는 포치군(ポチ君)으로 불린다.
마후유와 만나기 전에는 미통과 마찬가지로 쓰레기장에서 음식 찌꺼기를 먹으면서 살고 있었다.
스기바야시 스즈코(杉林すずこ)
원조 마법소녀. 오래전부터 미통의 파트너가 되어 싸워왔지만, 함께 싸웠던 동료의 목숨을 교환해주는 대가로 마법소녀로서의 능력을 잃게 되었다.  그 후, 미통의 이야기를 우연히 들은 스즈코는 유즈카 앞에 모습을 드러낸다.
다이야(だいや)
성우 - 타나카 미나미
애니메이션 오리지널 캐릭터. 트윈테일의 머리를 하고 있는 소녀로, 유즈카의 집 근처에 살고 있다. 미통의 모습이 보이는 듯하다.

## 서지 정보
- 후타미 스이 《마법소녀 따위 이제 됐으니까.》 어스 스타 엔터테인먼트 〈어스 스타 코믹스〉 전 3권
  1. 2016년 1월 12일 발매[3] ISBN 978-4-8030-0842-5
  2. 2016년 11월 26일 발매[4] ISBN 978-4-8030-0959-0
  3. 2018년 7월 12일 발매[5] ISBN 978-4-8030-1171-5

## TV 애니메이션
5분 단편 애니메이션으로서 제1기는 2016년 1월부터 3월까지 TOKYO MX, 선 TV에서 방영되었다. 제2기는 동년 10월부터 12월까지 방송되었다.

### 제작진
- 원작 - 후타미 스이 (코믹 어스 스타 연재)
- 감독・그림 콘티・연출 - 요네다 카즈히로
- 시리즈 구성 - 후데야스 카즈유키 (제1기), 무라카미 모모코 (제2기)
- 캐릭터 원안・작화감독 - 시마다 카즈아키
- 미술감독・미술설정 - 타이라 아이코
- 색채설계 - 사카가미 코지
- 편집 - 사카모토 쿠미코
- 음향감독 - 나가사키 유키오
- 음악 - 나카야마 마사토
- 음악 프로듀서 - 후카이 코우스케 (제1기)
- 음악제작 - F.M.F
- 애니메이션 제작 - PINE JAM
- 제작 - 마법소녀 따위 이제 됐으니까. 제작위원회

### 주제가
오프닝 테마 「夢色トリドリパレード♫」 (제1기 제2화 - 제12화)
작사 - hotaru / 작곡・편곡 - 나카야마 마사토 / 노래 - 어스 스타 드림
「君色に染まる 〜アース・スター ドリームver.〜」 (제2기)
작사・작곡 - TOKOTOKO (니시자와상P) / 편곡 - 타마키 치히로 / 노래 - 어스 스타 드림

### 각화 리스트
| 화수   | 방송일          | 일본어 부제                                                            | 번역 부제                                                           | 각본                         | 연출                       | 작화감독                   |
| 제1기  | 제1기           | 제1기                                                                  | 제1기                                                               | 제1기                        | 제1기                      | 제1기                      |
| ------ | --------------- | ---------------------------------------------------------------------- | ------------------------------------------------------------------- | ---------------------------- | -------------------------- | -------------------------- |
| 제1화  | 2016년 1월 12일 | …あんた、僕が見えてるのか?                                             | …너, 내가 보이는 거야?                                              | 후데야스 카즈유키 (筆安一幸) | 요네다 카즈히로 (米田和弘) | -                          |
| 제2화  | 1월 19일        | はい、水着です。間違いないです                                         | 네, 수영복입니다. 틀림 없습니다                                     | 후데야스 카즈유키 (筆安一幸) | 요네다 카즈히로 (米田和弘) | 시마다 카즈아키 (嶋田和晃) |
| 제3화  | 1월 26일        | ねえ、ゆずかと私は友達よね?                                            | 저기, 유즈카랑 나는 친구지?                                         | 무라카미 모모코 (村上桃子)   | 요네다 카즈히로 (米田和弘) | 시마다 카즈아키 (嶋田和晃) |
| 제4화  | 2월 2일         | 魔法少女には定年があってね                                             | 마법소녀에게는 정년이 있거든                                        | 무라카미 모모코 (村上桃子)   | 요네다 카즈히로 (米田和弘) | 시마다 카즈아키 (嶋田和晃) |
| 제5화  | 2월 9일         | 私は水着に変身するのが嫌です                                           | 저는 수영복으로 변신하는 것이 싫습니다                              | 무라카미 모모코 (村上桃子)   | 요네다 카즈히로 (米田和弘) | 시마다 카즈아키 (嶋田和晃) |
| 제6화  | 2월 16일        | 会社勤めとは魔法少女の戦闘よりも 過酷な労働なのかい?                   | 회사근무는 마법소녀의 전투보다도 가혹한 노동인 거야?                | 무라카미 모모코 (村上桃子)   | 요네다 카즈히로 (米田和弘) | 시마다 카즈아키 (嶋田和晃) |
| 제7화  | 2월 23일        | 私のコレクションになるのに                                             | 나의 수집품이 될텐데                                                | 무라카미 모모코 (村上桃子)   | 요네다 카즈히로 (米田和弘) | 시마다 카즈아키 (嶋田和晃) |
| 제8화  | 3월 1일         | 魔法少女の…仲間……                                                      | 마법소녀의…동료……                                                   | 후데야스 카즈유키            | 요네다 카즈히로 (米田和弘) | 시마다 카즈아키 (嶋田和晃) |
| 제9화  | 3월 8일         | 魔法少女の必要性はもう無い                                             | 마법소녀의 필요성은 이제 없어                                       | 후데야스 카즈유키            | 요네다 카즈히로 (米田和弘) | 시마다 카즈아키 (嶋田和晃) |
| 제10화 | 3월 15일        | 完璧超人だよね……ペッ！                                                 | 완벽초인이네……퉤!                                                   | 후데야스 카즈유키            | 요네다 카즈히로 (米田和弘) | 시마다 카즈아키 (嶋田和晃) |
| 제11화 | 3월 22일        | じゃあ、何の為の魔法少女なの？                                         | 그럼, 무엇을 위한 마법소녀야?                                       | 후데야스 카즈유키            | 요네다 카즈히로 (米田和弘) | 시마다 카즈아키 (嶋田和晃) |
| 제12화 | 3월 29일        | 僕は、ゆずかの親友になる                                               | 나는, 유즈카의 절친한 친구가 될래                                   | 무라카미 모모코              | 요네다 카즈히로 (米田和弘) | 시마다 카즈아키 (嶋田和晃) |
| 제2기  |                 |                                                                        |                                                                     |                              |                            |                            |
| 제1화  | 2016년 10월 5일 | 魔法少女になってメリットはあったの？                                   | 마법소녀가 되어서 메리트는 있었어?                                  | 무라카미 모모코              | 요네다 카즈히로            | 시마다 카즈아키            |
| 제2화  | 10월 12일       | 水着って変じゃないですか？                                             | 수영복은 이상하지 않나요?                                           | 무라카미 모모코              | 요네다 카즈히로            | 시마다 카즈아키            |
| 제3화  | 10월 19일       | 魔法少女ちや、登場ちやっ！                                             | 마법소녀 치야, 등장 치야!                                           | 무라카미 모모코              | 요네다 카즈히로            | 시마다 카즈아키            |
| 제4화  | 10월 26일       | 一緒にゆずかを愛でませんか？                                           | 함께 유즈카를 귀여워하지 않을래요?                                  | 무라카미 모모코              | 요네다 카즈히로            | 시마다 카즈아키            |
| 제5화  | 11월 2일        | お姉さんが何でも教えてあげるね                                         | 언니가 무엇이든지 알려줄게                                          | 무라카미 모모코              | 요네다 카즈히로            | 시마다 카즈아키            |
| 제6화  | 11월 9일        | だって、このままの格好じゃ…                                            | 그렇지만, 이 차림으로는...                                          | 무라카미 모모코              | 요네다 카즈히로            | 시마다 카즈아키            |
| 제7화  | 11월 16일       | 見え過ぎなんじゃないの？                                               | 너무 보이는 거 아냐?                                                | 무라카미 모모코              | 미야자와 료타 (宮澤良太)   | 시마다 카즈아키            |
| 제8화  | 11월 23일       | 僕の話かい？                                                           | 날 말하는거야?                                                      | 무라카미 모모코              | 미야자와 료타 (宮澤良太)   | 시마다 카즈아키            |
| 제9화  | 11월 30일       | 私は働く！家族のために！！                                             | 나는 일한다! 가족을 위해서!!                                        | 무라카미 모모코              | 미야자와 료타 (宮澤良太)   | 시마다 카즈아키            |
| 제10화 | 12월 7일        | 海…ですか？                                                            | 바다...요?                                                          | 무라카미 모모코              | 미야자와 료타 (宮澤良太)   | 시마다 카즈아키            |
| 제11화 | 12월 14일       | 選ばれし者よ！ いまこそ力を合わせて 囚われのプリンセスを救うのじゃ～！ | 선택받은 자여! 이제야말로 힘을 합쳐서 붙잡힌 공주를 구하는 것이야~! | 무라카미 모모코              | 요네다 카즈히로            | 시마다 카즈아키            |
| 제12화 | 12월 21일       | 魔法少女になってよかった事                                             | 마법소녀가 되어서 좋았던 것                                         | 무라카미 모모코              | 미야자와 료타              | 시마다 카즈아키            |

### BD
2016년 5월 27일에 전 12화를 수록한 BD(EAAB-028)가 발매되었다.